# Courrière
Ne doit pas être confondu avec Courrières.
Pour les articles homonymes, voir Courrière (homonymie).
Courrière (en wallon Côrire prononcé localement Corêre) est une section de la commune belge d'Assesse située en Région wallonne dans la province de Namur.
Lorsque le chemin de fer fut installé, la localité s'est développée autour de la gare séparant ainsi le village de Trieu-Courrière de l'ancien centre, rebaptisé "Petit Courrière". Les deux formant le Courrière actuel.
C'était une commune à part entière avant la fusion des communes de 1977.
On y trouve un des centres fédéraux de la Fédération Les Scouts.

## Évolution démographique
- Source: DGS, 1831 à 1970=recensements population, 1976= habitants au 31 décembre

## Histoire
Au XVIIe siècle, Jean Muller, échevin de Namur est seigneur de Courrières, Gouy (sans doute Gouy-lez-Piéton). Il bénéficie le 17 avril 1643 de lettres de noblesse données à Madrid (la région est alors sous domination espagnole) pour lui et plusieurs de ses ancêtres.

## Patrimoine et culture

### Patrimoine architectural
Au-dessus de Lustin et près de Maillen, sur le ruisseau de Tailfer, le village fut le siège d'un prieuré dépendant de l'abbaye Notre-Dame de Leffe. L'église Saint-Quentin et le château-ferme de Courrière en sont des témoignages.
- Château de Courrière. Construit par Jean Muller, marchand et maître de forges, devenu par achat en 1612 par achat seigneur de l'endroit, qui passa en 1725 par alliance à Bernard de Barsy, seigneur de Goyet, et en 1741 par acquisition à Georges Zoude Maître de forges[3].
- Ferme de Sart Mathelet. Ancienne propriété de l'abbaye de Villers-la-Ville, puis de Grandpré, ferme datant des XVIIe et XVIIIe siècles[4].
- Eglise du Sacré-Cœur du Trieu d'Avillon. Construite en style néo-gothique en 1872 par l'architecte de Béthune et restaurée après l'incendie de 1940 par l'architecte Alsteen. Les vitraux furent réalisées en 1967 et 1972 par E. et D. Probst[5].
- Château et ferme du Vivier l'Agneau. Le château datant de la première moitié du XVIIIe siècle, développé à partir d'un donjon médiéval et la ferme a été construite aux XVIIIe et XXe siècles[5].